# Tallahassee Soccer Club
Tallahassee Soccer Club é um clube de futebol dos Estados Unidos baseado em Tallahassee, Flórida, que compete na National Premier Soccer League. Anteriormente jogou na Gulf Coast Premier League. 

## História
Tallahassee SC foi fundada em 3 de maio de 2018 por moradores de Tallahassee, FL e Leon County, FL que procuram trazer um time de futebol semi-profissional para Tallahassee. 
Em fevereiro de 2019, Josh Bruno foi nomeado o primeiro treinador da equipe.  O clube jogou sua primeira partida contra o Savannah Clovers em 4 de maio de 2019 diante de mais de 600 fãs no FSU Intramural Fields. 
 

Em 12 de novembro de 2019, foi anunciado que o Tallahassee SC se juntaria à National Premier Soccer League em uma recém-formada Conferência da Costa do Golfo, que contou com Tallahassee, Port City FC, AFC Mobile, Pensacola FC e as equipe da NPSL, o New Orleans Jesters e a Jacksonville Armada.